# جنگ دوم مافیا
جنگ دوم مافیا دوره‌ای از درگیری در مافیای سیسیل بود که عمدتاً بین سال‌های ۱۹۸۱ تا ۱۹۹۳ رخ داد. این جنگ شامل هزاران قتل شد که خونین‌ترین حادثه آن در سال ۱۹۸۷ با ۴۰ کشته همراه بود. گاهی از آن به عنوان "جنگ بزرگ مافیا" یا "ماتسانزا" (به معنای کشتار در ایتالیایی) یاد می‌شود. این جنگ تمام مافیا را دربرگرفت و توازن قدرت درون سازمان را به طور اساسی تغییر داد.

عکس جسد اینزریلو که پس از اصابت گلوله به قتل رسید

علاوه بر خشونت‌های درون مافیا، خشونت‌هایی نیز علیه دولت رخ داد که شامل کارزار هدفمند ترور قضات، دادستان‌ها، کارآگاهان، سیاستمداران، فعالان و دیگر دشمنان ایدئولوژیک بود. در مقابل، این جنگ منجر به اقدامات شدید علیه مافیا شد که با کمک "پنتیتی" (مافیوزهای همکار با مقامات بعد از دست دادن بسیاری از دوستان و بستگان در درگیری‌ها) امکانپذیر گردید. در واقع، این درگیری به پایان رازداری مافیا کمک کرد.

## رویدادهای پیشین
رویدادهای پیشین
محرک‌های اصلی جنگ دوم مافیا، خانواده کورلئونزی از شهر کورلئونه بودند، اگرچه توسط چندین خانواده مافیایی دیگر نیز حمایت می‌شدند. این گروه که از یک شهر کوچک روستایی برخاسته بودند، اغلب توسط دیگر خانواده‌های مافیا - به ویژه روسای قدرتمند و شهری‌شده در پایتخت سیسیل (پالرمو) - با عنوان "روستایی‌ها" (i viddani به زبان سیسیلی) خطاب می‌شدند.
اوضاع در دهه ۱۹۶۰ شروع به تغییر کرد، زمانی که کورلئونزی‌ها تحت رهبری لوچیانو لجیو- فردی بی‌رحم و جاه‌طلب - به قدرت و اعتبار بیشتری دست یافتند. لجیو با روشی ساده اما مؤثر، یعنی با ترور رئیس پیشین مافیا (میکله ناوارا)، به عنوان رئیس جدید مافیای کورلئونه به قدرت رسیده بود. 
در طول دهه ۱۹۷۰، مافیای سیسیل پس از محاکمات دهه ۱۹۶۰ که با محکومیت‌های معدودی به پایان رسیده بود، فعالیت‌های غیرقانونی خود را از سر گرفت. رقبای اصلی کورلئونزی‌ها استفانو بونتاد، سالواتوره اینزریلو و گائتانو بادالامنتی بودند که روسای خانواده‌های قدرتمند مافیا در پالرمو محسوب می‌شدند.
کمیسیون مافیای سیسیل در سال ۱۹۷۰ مجدداً تشکیل شد که بونتاد و بادالامنتی دو نفر از سه رهبر اصلی آن بودند. نفر سوم لوچیانو لجیو بود، هرچند او توسط سالواتوره رینا نمایندگی می‌شد، چرا که لجیو در خاک اصلی ایتالیا مخفی شده بود. زمانی که لجیو در سال ۱۹۷۴ دستگیر و به اتهام قتل زندانی شد، رینابه همراه برناردو پروونتسانو به سرعت کنترل کورلئونزی‌ها را به دست گرفتند.
این تحولات مقدمه‌ای بود بر جنگ دوم مافیا که در آن کورلئونزی‌ها به رهبری رینا و پروونتسانو، با خانواده‌های سنتی پالرمو وارد درگیری خونین شدند. قدرت‌گیری کورلئونزی‌ها نشان‌دهنده تغییر در ساختار قدرت مافیا از خانواده‌های شهری سنتی به گروه‌های روستایی خشن‌تر بود.
کورلئونزی‌ها به تدریج متحدانی از میان دیگر خانواده‌های مافیایی جذب کردند. از جمله روسای پالرمو که به جناح کورلئونزی پیوستند می‌توان به جوزپه کالو (رئیس منطقه پورتا نووا)، فیلیپو مارکز (رئیس کورسو دی میله) و روساریو ریکوبونو (رئیس پارتانا موندلو) اشاره کرد.
در سال ۱۹۷۸، رینا موفق شد بادالامنتی را از کمیسیون مافیا اخراج کند. بادالامنتی متهم به سازماندهی ترور فرانچسکو مادونیا (رئیس واللونگا و متحد کورلئونزی‌ها) شده بود و در نتیجه نه تنها از کمیسیون، بلکه به طور کلی از مافیا و سیسیل تبعید شد. جایگاه او را میشل "پاپ" گرکو، رئیس خانواده چیاکولی که او نیز حامی رینا بود، گرفت.
نکته قابل توجه این بود که گرکو - همچون کالو، مارکز و ریکوبونو - اتحاد خود با رینا را از چهره‌هایی مانند بونتاد و اینزریلو پنهان نگه می‌داشت. این استراتژی مخفی‌کاری به کورلئونزی‌ها اجازه می‌داد شبکه وسیعی از متحدان را سازماندهی کنند، در حالی که رقبای اصلی آنها از میزان واقعی نفوذشان بی‌خبر بودند. این رویکرد در نهایت به کورلئونزی‌ها مزیت غافلگیری در جنگ قریب‌الوقوع را داد.
در سال ۱۹۷۸، رینا  دستور ترور دو تن از متحدان بونتاد و اینزریلو را صادر کرد: جوزپه دی کریستنا (رئیس مافیای ریزی) و جوزپه کالدرونه (رئیس مافیای کاتانیا). هر دو چهره از حامیان جناح رقیب بودند.
پس از این ترورها، رینا  با حمایت از جانشینان آنها، کنترل این مناطق استراتژیک را به دست گرفت. این اقدامات به تدریج منجر به انزوای روسای سنتی پالرمو و نیروهایشان شد. رینا  با این استراتژی حساب شده:
۱. متحدان کلیدی رقبا را حذف کرد
۲. مناطق تحت نفوذ آنها را تصاحب نمود
۳. حلقه محاصره جناح پالرمو را تنگ تر کرد
این تحرکات زیرکانه، مقدمه ای بود برای تشدید درگیری ها در سال های بعد که به جنگ تمام عیار مافیا منجر شد. هر ترور موفقیت آمیز، موقعیت کورلئونزی ها را تقویت و جایگاه رقبا را تضعیف می کرد.

## جنگ بزرگ مافیا
در ۲۳ آوریل ۱۹۸۱، بونتاد هنگام بازگشت به خانه در ماشینش در پالرمو توسط جوزپه گرکو، قاتل کورلئونزی، با اسلحه کلاشنیکف از روی موتوری که جوزپه لوکزه رانندگی می‌کرد به قتل رسید. چند هفته بعد، در ۱۱ مه، اینزریلو خارج از خانه معشوقه‌اش توسط گروهی از قاتلان مسلح به همان نوع کلاشنیکوف کشته شد. بسیاری از بستگان و همکاران این دو نفر نیز به قتل رسیدند یا ناپدید شدند، از جمله پسر نوجوان اینزریلو که به خاطر قسم انتقام برای پدرش، به شکلی وحشیانه شکنجه و کشته شد. در ۲۹ سپتامبر همان سال، کالوجرو پیزوتی، دیگر متحد نزدیک بونتاد و اینزریلو، در یک بار شلوغ به همراه دو بی‌گناه به ضرب گلوله کشته شد. بادالامنتی تنها با فرار از سیسیل پس از اخراجش توسط کورلئونزی‌ها در اواخر دهه ۱۹۷۰ جان سالم به در برد.
در دو سال بعد، کشتارها ادامه یافت. در ۳۰ نوامبر ۱۹۸۲، دوازده مافیوز در پالرمو در دوازده حادثه جداگانه به قتل رسیدند. این قتلها تا آنسوی اقیانوس اطلس نیز گسترش یافت، جایی که یکی از برادران اینزریلو پس از فرار به آمریکا در نیوجرسی مرده یافت شد. جسد تکه‌تکه شده یکی از برادرزاده‌های بادالامنتی در مزرعه‌ای در آلمان پیدا شد. از میان قاتلان بسیاری که در اختیار کورلئونزی‌ها و خاندان‌های متحدشان بود، جوزپه گرکو از چیاکولی قرار داشت. او عضو خاندان چیاکولی تحت رهبری عمویش میشل "پاپ" گرکو بود، اما عمدتاً در اختیار ریینا قرار داشت. جوزپه گرکو مظنون به قتل حدود هشتاد نفر به دستور رینا، از جمله بونتاد و اینزریلو است. او گروه "جوخه مرگ" را رهبری می‌کرد که شامل ماریو پرستیفیلیپو، آنتونیو مادونیا، جوزپه لوکزه، کالوگر گانچی، جوزپه جیاکومو گامبینو، وینچنزو پوچیو، جیانباتیستا پولارا، آنتونیو مارکز و فیلیپو مارکز، رئیس کورسو دی میله، و برادرزاده‌اش جوزپه مارکز (برادر کوچکتر آنتونیو مارکز) بود که در ۱۵ ژانویه ۱۹۸۲ در سن ۱۸ سالگی دستگیر شد.
از ۱۹۸۱ تا ۱۹۸۴ حداقل ۴۰۰ قتل مافیایی در پالرمو و به همین تعداد در سراسر سیسیل رخ داد. علاوه بر این، حداقل ۱۶۰ مورد از مافیوزها و همدستانشان ناپدید شدند، قربانیان آنچه به نام لوپارا بیانکا (تفنگ ساچمه‌ای سفید به زبان سیسیلی) شناخته می‌شود، جایی که جسد کاملاً نابود یا دفن می‌شود تا هرگز پیدا نشود. کورلئونزی‌ها و متحدانشان پیروز مطلق جنگ بودند و خود تلفات کمی متحمل شدند. یکی از دلایل، رازداری طبیعی آنها بود. در حالی که برخی مافیوزها کاملاً علنی زندگی می‌کردند و چهره‌ای محترم از خود نشان می‌دادند، رینا، پروونتسانو، لئولوکا باگارلا و قاتلانشان سال‌ها به عنوان فراری زندگی می‌کردند و به ندرت حتی توسط همقطاران مافیایی دیده می‌شدند، چه برسد به عموم مردم.
این واقعیت که بسیاری از روسا خود را با کورلئونزی‌ها همسو کرده بودند اما بدون اطلاع سایر مافیوزها، به این کمپین کمک کرد، زیرا این متحدان همچنان اعتماد نابجای دشمنان کورلئونزی‌ها را داشتند. یک نمونه بارز در اواخر ماه مه اتفاق افتاد، جایی که شش عضو خانواده‌های مافیایی بونتاد و اینزریلو به جلسه‌ای با یکی از دوستان ظاهری خود دعوت شدند. این "دوست" در واقع خود را با کورلئونزی‌ها همسو کرده بود و آن شش نفری که به جلسه رفتند ناپدید شدند، از جمله امانوئل دآگوستینو که به یکی از قدیمی‌ترین متحدان بونتاد، روساریو ریکوبونو، پناه برد. ریکوبونو نیز در خفا خود را با کورلئونزی‌ها همسو کرده بود و دآگوستینو و پسرش نیز حذف شدند. تنها بازمانده از آن شش مرد سالواتوره کونتورنو بود که بعداً از یک سوءقصد جان سالم به در برد و مخفی شد تا اینکه در مارس ۱۹۸۲ توسط پلیس دستگیر شد.
کونتورنو در دوران فرار، نامه‌های ناشناسی برای پلیس فرستاد و اطلاعات حیاتی درباره جنگ را فاش کرد. این برای مقامات بسیار ارزشمند بود، که مانند خاندان‌های بازنده، ایده‌ای درباره آنچه دقیقاً با این خونریزی‌ها می‌گذشت نداشتند. مافیوزها به طور عادی بسیار رازدار بودند و در زمان جنگ دوم مافیا، مقامات در درک وفاداری‌ها و انگیزه‌های دقیق جنگ درمانده بودند. به عنوان مثال، وقتی بونتاد به قتل رسید، پلیس برای مدتی کوتاه فکر کرد که او توسط اینزریلو به عنوان خیانت کشته شده است، تا اینکه خود اینزریلو نیز کشته شد. کورلئونزی‌ها همچنین از اطلاعات نادرست عمدی استفاده می‌کردند. وقتی اینزریلو کشته شد، به خاطر قتل جوزپه دی کریستنا سه سال قبل تحت تعقیب بود، اما در واقع کورلئونزی‌ها دی کریستنا را کشته بودند و عمداً این کار را در قلمرو اینزریلو انجام دادند تا او را مقصر جلوه دهند.

### خشونت مداوم

فیلیپو مارکزه

تا پایان سال ۱۹۸۲، کورلئونزی‌ها و متحدانشان تقریباً به پیروزی کامل رسیده بودند، با این حال بسیاری از اعضای بازمانده خاندان‌های قدیمی تسلیم شده و به پیروزمندان پیوسته بودند. اما کشتارها پایان نیافت.
کورلئونزی‌ها تصمیم گرفتند متحدان کلیدی خود را از میان بردارند. این روند با قتل روساریو ریکوبونو در اواخر سال ۱۹۸۲ آغاز شد که به همراه بیش از بیست تن از همکاران و دوستانش به قتل رسید. به دنبال آن، فیلیپو مارکز که بسیاری از قربانیانش را در اسید حل کرده بود، به سرنوشتی مشابه دچار شد - او را خفه کرده و جسدش را در اسید حل کردند.
خشونت‌ها تا نیمه دوم دهه ۱۹۸۰ ادامه یافت، چرا که کورلئونزی‌ها با خیانت و حرص برای تسلط کامل بر مافیا، به حذف متحدان سابق خود پرداختند. ریکوبونو و مارکز تا آغاز سال ۱۹۸۳ حذف شده بودند. قتل‌های بعدی عمدتاً توسط قاتلان چیاکولی شامل جوزپه گرکو، ماریو پرستیفیلیپو، وینچنزو پوچیو و آگوستینو مارینو مانویا (که از جناح بونتاد به ریینا پیوسته بود) انجام شد. این چهار نفر در نیمه اول دهه ۱۹۸۰ برای کورلئونزی‌ها بسیار ارزشمند بودند و صدها قتل را رقم زدند، اما بین سال‌های ۱۹۸۵ تا ۱۹۸۹ همگی به دستور روسای کورلئونزی که آن‌ها را بی‌فایده یا بیش از حد جاه‌طلب می‌دانستند، کشته شدند. دو برادر پوچیو که آن‌ها نیز مافیوز بودند نیز به همین سرنوشت دچار شدند.
مقامات تا اکتبر ۱۹۸۹ و اعترافات فرانچسکو مارینو مانویا (برادر آگوستینو) از این تحولات در دنیای بسته مافیا بی‌خبر بودند. فرانچسکو که از ۱۹۸۵ به دلیل قاچاق هروئین در زندان بود، از طریق ملاقات‌های منظم برادرش از رویدادها مطلع می‌شد. به گفته او، برادرش آگوستینو، پوچیو و دو برادرش پس از آن کشته شدند که ریینا دریافت آن‌ها قصد سرنگونی او را دارند. گرکو و پرستیفیلیپو نیز ظاهراً به دلیل جاه‌طلبی‌های بیش از حد کشته شدند.
اطلاعات مانویا در سال ۱۹۹۲ توسط پنتیتی‌های دیگری از جمله گاسپاره موتولو، جوزپه مارکز و لئوناردو مسینا تأیید شد. این افراد که از متحدان سابق کورلئونزی‌ها بودند، همگی از یک موضوع شکایت داشتند: ریینا و دیگر روسای کورلئونزی متحدان خود را پس از بی‌فایده شدن یا احساس خطر حذف می‌کردند. به گفته مسینا در مصاحبه با بورسلینو در ۱۹۹۲: "آن‌ها از ما برای حذف روسای قدیمی استفاده کردند، سپس همه کسانی که سرشان را بالا گرفتند مانند جوزپه گرکو، ماریو پرستیفیلیپو و پوچیو را حذف کردند... حالا فقط آدم‌های بی‌شخصیت مانده‌اند که عروسک‌های دست‌نشانده آن‌ها هستند."
در ۱۱ سپتامبر ۱۹۸۲، دو پسر بوشتا از همسر اولش ناپدید شدند که موجب همکاری او با مقامات ایتالیایی گردید. به دنبال آن، برادر، داماد، برادرزن و چهار برادرزاده او نیز کشته شدند. جنگ منجر به مرگ بسیاری از متحدان بوشتا از جمله استفانو بونتاد شد. بوشتا در ۲۳ اکتبر ۱۹۸۳ در برزیل دستگیر و در ۲۸ ژوئن ۱۹۸۴ به ایتالیا تحویل داده شد. پس از یک اقدام ناموفق به خودکشی، او کاملاً از مافیا سرخورده شد و به عنوان پنتیتی با جووانی فالکونه همکاری کرد.

## جنگ علیه دولت ایتالیا

جسد قاضی چزاره ترانووا (عکس: لتیزیا باتالیا)

در حالی که مافیای سیسیل عموماً بیش از همتایان آمریکایی خود تمایل به ترور شخصیت‌های دولتی دارد، این کار معمولاً تنها به عنوان آخرین راه حل انجام می‌شود. اما کورلئونزی‌ها و متحدانشان کارزار خاصی برای ترور چهره‌های حکومتی آغاز کردند.
قربانیان (معروف به "اجساد عالی‌مقام") شامل:
- روسای پلیس: امانوئله بازیل و بوریس جولیانو
- قضات: روکو چینیچی و چزاره ترانووا
- سیاستمداران: پیرسانتی ماتارلا و پیو لا توره
یکی از جسورانه‌ترین ترورها، کشتن ژنرال سابق کارابینیری کارلو آلبرتو دالا چیزا بود که در آن زمان فرماندار پالرمو بود. او به همراه همسرش و محافظ پلیسش دومنیکو روسو توسط تیراندازان موتورسوار مسلح به کلاشنیکوف تحت رهبری جوزپه گرکو کشته شدند.
در مقابل، گروهی از دادستان‌های ضد مافیا شامل جووانی فالکونه، پائولو بورسلینو و آنتونیو کاپونتتو تلاش‌های هماهنگی را برای مبارزه با مافیا، خشونت فزاینده و قاچاق هروئین که علت اصلی جنگ بود، سازماندهی کردند.

## نتیجه نهایی
دستاورد اصلی جنگ دوم مافیا، پیروزی قاطع کورلئونزی‌ها و رهبرانشان سالواتوره ریینا و برناردو پروونتسانو بود. تا اواسط دهه ۱۹۸۰، آنها عملاً کنترل بخش عمده‌ای از مافیا را در دست داشتند و تا پایان دهه، پس از حذف یا زندانی شدن بسیاری از متحدانشان، سلطه بلامنازعی بر این سازمان جنایی اعمال کردند. سالواتوره کونتورنو در محاکمه بزرگ هنگام پرسش درباره "برندگان" و "بازندگان" جنگ دوم مافیا، این وضعیت را چنین خلاصه کرد: "خانواده‌های برنده و بازنده وجود ندارند، چون بازنده‌ها وجود خارجی ندارند. کورلئونزی‌ها همه‌شان را کشتند."
سرکوب مستمر دولت ایتالیا در نهایت به تضعیف قدرت کورلئونزی‌ها انجامید:
- ریینا در ۱۵ ژانویه ۱۹۹۳ توسط کارابینیری در پالرمو دستگیر شد.
- باگارلا در ۲۴ ژوئن ۱۹۹۵ به دام افتاد.
- جیووانی بروسکا، قاتل فالکونه، در ۱۹۹۶ به همکار عدالت تبدیل شد.
- پروونتسانو، آخرین رهبر جناح، در ۱۱ آوریل ۲۰۰۶ در کورلئونه دستگیر شد.
این دستگیری‌های پی در پی پایانی بود بر دورانی از خشونت‌های بی‌سابقه که ساختار مافیای سیسیل را برای همیشه دگرگون کرد.